# Hrvatski folklorni festival
Hrvatski folklorni festival je folklorna, kulturna i umjetnička manifestacija, susret hrvatskih folklornih društava koji djeluju u Njemačkoj u organizaciji Hrvatskog dušobrižnočkog ureda iz Frankfurta. Održava se neprekidno od 1991. godine.
Odvojeno se održavaju HFF za odrasle i djecu.